# Avril brisé
Pour les articles homonymes, voir Avril brisé (homonymie).

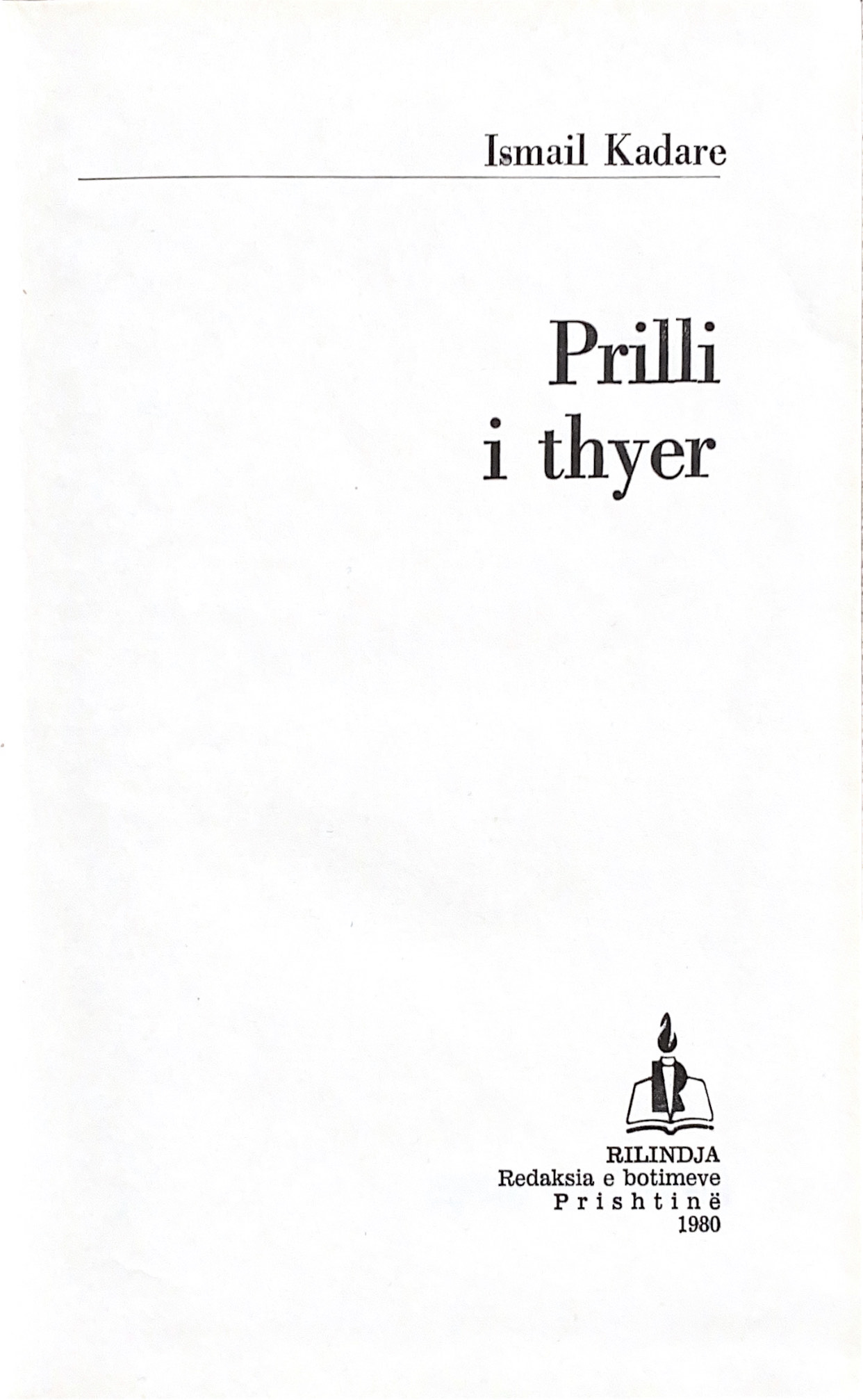
Page de titre du roman d'Ismaïl Kadaré, Avril brisé, en version originale albanaise. Publié par Rilindja à Pristina, 1980.

Avril brisé (en albanais : Prilli i thyer) est un roman d'Ismaïl Kadaré paru en 1980.

## Résumé
En Albanie, le jeune Gjorg hérite d'une vendetta vieille de quarante ans : il doit tuer un homme, puis se soumettre à son tour à une nouvelle vendetta. Pour y échapper, il peut se réfugier dans une « tour de claustration ».
Parallèlement, une jeune mariée en voyage de noces, révoltée par cette loi ancestrale, s'immisce dans la tradition.

#### Adaptations cinématographiques
- Avril brisé  (1985) de Kujtim Çashku ;
- Avril brisé  (1986) de Liria Bégéja ;
- Avril brisé (2001) de Walter Salles.